# Маккі (Кентуккі)
Маккі (англ. McKee) — місто (англ. city) в США, в окрузі Джексон штату Кентуккі. Населення — 803 особи (2020).

## Географія
Маккі розташоване за координатами 37°25′49″ пн. ш. 83°59′18″ зх. д. / 37.43028° пн. ш. 83.98833° зх. д. (37.430289, -83.988324).  За даними Бюро перепису населення США в 2010 році місто мало площу 6,04 км², з яких 6,04 км² — суходіл та 0,00 км² — водойми.

## Демографія
Згідно з переписом 2010 року, у місті мешкало 800 осіб у 385 домогосподарствах у складі 198 родин. Густота населення становила 133 особи/км².  Було 445 помешкань (74/км²).
Расовий склад населення:
| - 98,9 % — білих - 0,1 % — чорних або афроамериканців - 0,1 % — азіатів |

До двох чи більше рас належало 0,9 %. Частка іспаномовних становила 0,4 % від усіх жителів.
За віковим діапазоном населення розподілялося таким чином: 22,7 % — особи молодші 18 років, 62,8 % — особи у віці 18—64 років, 14,5 % — особи у віці 65 років та старші. Медіана віку мешканця становила 36,7 року. На 100 осіб жіночої статі у місті припадало 84,8 чоловіків;  на 100 жінок у віці від 18 років та старших — 75,1 чоловіків також старших 18 років.
Середній дохід на одне домашнє господарство  становив 26 444 долари США (медіана — 17 286), а середній дохід на одну сім'ю — 29 942 долари (медіана — 19 550). За межею бідності перебувало 51,2 % осіб, у тому числі 59,9 % дітей у віці до 18 років та 24,5 % осіб у віці 65 років та старших.
Цивільне працевлаштоване населення становило 192 особи. Основні галузі зайнятості: освіта, охорона здоров'я та соціальна допомога — 21,9 %, транспорт — 18,8 %, науковці, спеціалісти, менеджери — 11,5 %, мистецтво, розваги та відпочинок — 9,4 %.